# Glen Saville
Glen Saville, (nacido el 17 de enero de 1976 en Bendigo,  Victoria) es un exjugador de baloncesto australiano. Con 1.97 metros de estatura, jugaba en la posición de alero.

## Trayectoria
- Wollongong Hawks (1995-2007)
- Sydney Kings (2007-2008)
- Wollongong Hawks (2008-2013)

## Participaciones en competiciones internacionales

### Juegos olímpicos
- Atenas 2004 9/12
- Pekín 2008 7/12